# Desarraigo
Desarraigo es una pel·lícula cubana dirigida el 1965 per Fausto Canel i produïda per l'ICAIC.

## Sinopsi
Un enginyer argentí arriba a Cuba amb intencions d'incorporar-se a la construcció de la nova societat. Les dificultats quotidianes aguditzen les seves contradiccions, i frustren la relació amorosa que havia iniciat amb Marta, companya de treball que va tractar de creure en la seva capacitat per a integrar-se al procés revolucionari.

## Repartiment
- Sergio Corrieri
- Yolanda Farr
- Reynaldo Miravalles
- Julita Martínez
- Helmo Hernández
- Fernando Bermúdez
- Sofía Iduate
- Raúl Eguren
- Roberto Lazo
- José Taín

## Reconeixement
Va participar en la selecció oficial del Festival Internacional de Cinema de Sant Sebastià 1965, en el que va rebre una menció especial del jurat.